# Carl Johann Heinrich Röver
Carl Johann Heinrich Röver (kurz: Heinrich Röver) (* 20. Dezember 1851 in Beverstedt; † 27. März 1929 in Stade) war ein deutscher Orgelbauer in Stade.

## Leben
Heinrich Röver war Sohn des Orgelbauers Johann Hinrich Röver und Bruder des Orgelbauers (Friedrich Wilhelm) Ernst Röver. Heinrich war zunächst Mitarbeiter im väterlichen Betrieb, der am 1. Juli 1881 in eine Offene Handelsgesellschaft Johann Hinrich Röver & Söhne umgewandelt wurde. Heinrich Röver ehelichte die zwei Jahre jüngere Catharina Heinsohn aus Freiburg, mit der er vier Kinder hatte. Als der Vater am 1. September 1886 aus dem Betrieb ausschied, führte Heinrich Röver den Familienbetrieb fort. Als Folge des Konkurrenzdrucks durch den Orgelbau von P. Furtwängler & Hammer, der stärker industrialisiert war, wurde die Firma 1926 gelöscht. Hinzu kamen der wirtschaftliche Niedergang nach dem Ersten Weltkrieg und der Tod von Heinrichs Sohn, der als Nachfolger vorgesehen war.

## Werk
Von Heinrich Röver sind 19 Orgelneubauten bezeugt, 21 in der OHG mit seinem Vater und Bruder. Er führte klanglich die romantische Tradition auf handwerklich hohem Niveau fort. Röver war vorwiegend in der Orgellandschaft zwischen Elbe und Weser tätig. Mit seinem Tod fand die Orgelbautradition in Stade, die sich mit Arp Schnitger,  Erasmus Bielfeldt, Dietrich Christoph Gloger und der Orgelbaufamilie Georg Wilhelm Wilhelmy über mehrere Jahrhunderte bewahren konnte, ein Ende. Zwar nahm Heinrich Röver Eingriffe in die historische Substanz der Orgeln vor, änderte die Dispositionen und richtete verschiedene Orgeln pneumatisch ein. Dennoch ist es der Familie Röver zu verdanken, die Orgeln im Raum Stade über mehrere Jahrzehnte bis zum Beginn der Orgelbewegung fachmännisch gepflegt und bewahrt zu haben.

## Werkliste (Auswahl)
| Jahr         | Ort              | Kirche                         | Bild | Manuale | Register | Anmerkungen |
| ------------ | ---------------- | ------------------------------ | ---- | ------- | -------- | --- |
| 1883–1884    | Lilienthal       | Klosterkirche St. Marien       |      | II/P    | 27       | Neubau durch Johann Hinrich Röver & Söhne; weitgehend erhalten |
| 1884         | Aschwarden-Bruch | St. Nicolai                    |      |         |          | Neubau |
| 1886         | Oppeln           | St. Nicolai                    |      | II/P    | 10       | Neubau durch Johann Hinrich Röver & Söhne; weitgehend erhalten |
| 1886         | Neuenfelde       | St. Pankratius                 |      | II/P    | 34       | Tausch von 5 Registern der Orgel von Arp Schnitger (1688); Maßnahmen 1938 durch Paul Ott rückgängig gemacht |
| 1887         | Neuenwalde       | Heilig-Kreuz-Kirche            |      | II/P    | 10       | Neubau |
| 1888         | Hollenstedt      | St. Andreas                    |      |         |          | Neubau |
| 1889         | Salzhausen       | St.-Johannis-der-Täufer-Kirche |      |         |          | Neubau; nicht erhalten |
| 1890         | Stelle           |                                |      |         |          | Neubau |
| 1892         | Horst            | St. Petrus                     |      | II/P    | 8        | Neubau; weitgehend erhalten; Erweiterung um ein Pedalregister durch Martin Haspelmath |
| 1875–1876/94 | Stade            | St. Wilhadi                    |      | III/P   | 40       | Reparatur der Orgel von Erasmus Bielfeldt (1731–35), Tausch von Registern, Einbau eines Schwellkastens; Maßnahmen von Röver und Paul Ott (1937) durch Jürgen Ahrend 1990 rückgängig gemacht |
| 1894         | Hornburg         | Beatae Mariae Virginis         |      | II/P    | 25       | Neubau hinter Prospekt von Christoph Cuntzius (um 1708) |
| 1895         | Scharnebeck      | Kloster Scharnebeck St. Marien |      | II/P    | 18       | Die einmanualige Vorgängerorgel (I/P/10+6) war 1893 komplett abgängig; die mechanische Traktur wurde durch eine Pneumatik ersetzt. Der zweimanualige Röver-Neubau wurde in das alte Gehäuse gebaut, der Zimbelstern außer Betrieb genommen. Umbauten erfolgten 1939 durch Gustav Steinmann Orgelbau und ein Rückbau Richtung Röver 1953 durch Emil Hammer Orgelbau. Nach genau 100 Jahren und völliger Baufälligkeit ersetzte 1994/95 Gebr. Hillebrand die Orgel endgültig durch ein völlig neues Werk. → Orgel von St. Marien (Scharnebeck) |
| 1894         | Oese             | Patronatskirche                |      |         |          | Neubau |
| 1895         | Drochtersen      | St. Johannis und Catharina     |      | II/P    | 22       | Größter Neubau, hinter dem Prospekt von Johann Daniel Busch (1780); weitgehend erhalten; 1992 Erweiterung um ein Register durch Martin Haspelmath |
| 1895         | Heeslingen       | St. Viti                       |      |         |          | Neubau |
| 1896–1897    | Odisheim         | St. Jobst                      |      |         |          | Neubau |
| 1897         | Lilienthal       | St.-Jürgens-Kirche             |      | II/P    | 12       | Neubau; weitgehend erhalten |
| 1897         | Altenwalde       | Kreuzkirche Altenwalde         |      |         |          | Neubau |
| 1899         | Freiburg/Elbe    | St. Wulphardi                  |      | II/P    | 24       | Pneumatische Traktur, Tausch einiger Register; einige Register erhalten |
| 1906         | Trebel           |                                |      |         |          | Neubau |